# Gare de Katsura
Ne doit pas être confondu avec gare de Katsuura.
La gare de Katsura (桂駅, Katsura-eki) est une gare ferroviaire située à Kyoto au Japon. La gare est exploitée par la compagnie Hankyu.

## Situation ferroviaire
Gare de bifurcation, Katsura est située au point kilométrique (PK) 38,0 de la ligne Kyoto. Elle marque le début de la ligne Arashiyama.

## Histoire
La gare est inaugurée le 1er novembre 1928.

## Service des voyageurs

### Accueil
La gare dispose d'un bâtiment voyageurs, avec guichet, ouvert tous les jours.

### Desserte
- Ligne Arashiyama :
  - voies C et 1 : direction Arashiyama
- Ligne Kyoto :
  - voies 2 et 3 : direction Kyoto-Kawaramachi
  - voies 4 et 5 : direction Osaka-Umeda